# Boglárka (szőlőfajta)
A Boglárka egy magyar fehér csemegeszőlőfajta. Nevét onnan kapta, hogy kedvező években már Boglárka napon (augusztus 1.) fogyasztható. 
Szegedi Sándor és munkatársai állították elő Kecskeméten a Génuai zamatos és a Pannónia kincse keresztezéséből 1963-ban. A nemesítés célja egy nagy fürtű és nagy bogyójú, korai érésű szőlőfajta előállítása.

## Leírása
Tőkéje igen erős növekedésű, igen vastag és sűrű vesszőzetű. Tőkéje hosszú élettartamú. Nagy lombot képez.  Levele igen nagy, kerek, mélyen tagolt. Rügyei termékenysége közepes, de igen fagyérzékenyek. Kevés, de igen nagy fürtöket terem.
Rövid tenyészidejű. Augusztus végén érik. Korán fakad, középkorán virágzik. Virágai sokszor rosszul, hiányosan termékenyülnek, a virágzáskori abiotikus és biotikus hatásokra kifejezetten érzékeny fajta. Eredményes termesztéséhez fontos a virágzáskori mikroelemes, kifejezetten a bór nyomelemmel történő permetezés. Parthenocarpiára (apró zöld bogyók maradnak a fürtben) hajlamos. 
Fürtje igen nagy (850 gramm), laza, vállas, tetszetős, kocsánya kissé törékeny. Bogyói igen nagyok, fehéressárga színűek, hamvasak, kellemes ízűek, ropogósak, nem peregnek, de ugyanakkor eléggé rothadnak.
Vitális növekedési erélye miatt ajánlott nagy tenyészterületet biztosítani számára. Talaj iránt nem igényes, homokon is jól díszlik.
Sűrű vesszőzete, nagy lombja, fokozott hónaljhajtás képződése miatt igen gondos zöldmunkát kíván. Termesztésénél fontos a levegős lombsátor kialakítása, így eredményesen mérsékelhető a bogyórothadás.
Gombás fertőzésekre érzékeny, ezen belül peronoszpórára, orbáncra átlagosan, szürkerodhadásra és lisztharmatra kimondottan fogékony, ezért igen gondos növényvédelmet igényel.
Fagyérzékenysége miatt meleg és védett fekvésű területeken ajánlatos termeszteni. Fényigényes.
Magas művelésmódokra alkalmas, metszési igénye hosszúcsap, félszálvessző, szálvessző.
Oltásához a gyengébb növekedési erélyű alanyfajták alkalmasak.
1979-ben nyert állami minősítést, de nem terjed hátrányos tulajdonságai miatt. 1997-ben még 49.1 hektáron termesztették.